# 南福島車站
南福島車站（日语：／ Minami-fukushima eki */?）是一由東日本旅客鐵道（JR東日本）所經營的鐵路車站，位於日本福島縣福島市永井川，是東北本線沿線的車站之一。南福島車站是一個由JR東日本委託子公司東北綜合服務（東北総合サービス）經營的業務委託車站，實際站務管理單位為福島車站，也是仙台分社下轄的車站之一。

## 車站結構
側式月台2面2線的地面車站。以前設有島式月台2面4線，上行線島式月台外側的軌道與下行線島式月台內側的中線被撤去。

### 月台配置
| 月台 | 路線      | 方向 | 目的地         |
| ---- | --------- | ---- | -------------- |
| 1    | ■東北本線 | 上行 | 郡山、黑磯方向 |
| 2    | ■東北本線 | 下行 | 福島、仙台方向 |

## 相鄰車站
東日本旅客鐵道
■東北本線
金谷川－南福島－福島

## 外部連結
- （日語）南福島車站（JR東日本）（页面存档备份，存于）